# Cirigliano
Cirigliano ist eine italienische Gemeinde in der Provinz Matera in der Region Basilikata.
In Cirigliano leben 273 Einwohner (Stand am 31. Dezember 2023). Der Ort liegt 95 km südwestlich von Matera. Die Nachbargemeinden sind Accettura, Gorgoglione, Pietrapertosa (PZ) und Stigliano.
Erstmals erwähnt wird der Ort in zwei päpstlichen Urkunden aus den Jahren 1060 und 1123.
Sehenswert in Cirigliano ist das Schloss.